# Wolfgang Zelmer
Wolfgang Zelmer (* 7. April 1948 in München) ist ein deutscher Künstler. Er schuf außergewöhnliche Gemälde und Originalgrafiken, die sich vor allem mit dem Thema des Stilllebens auseinandersetzen.

## Biografie
Von 1968 bis 1970 studierte Wolfgang Zelmer in London an der Hampstead-School of Arts und anschließend von 1971 bis 1972 in Paris an der Académie Julian Kunst. Durch seine Tätigkeit als Studienreiseleiter konnte er von 1972 bis 1982 seine Kenntnisse vertiefen und erweitern. Seit 1976 ist Wolfgang Zelmer Mitglied der Neuen Münchener Künstlergenossenschaft. Längere Aufenthalte in der Toscana, Umbrien und Venetien weckten während dieser Zeit seine Leidenschaft für Italien und so wurde 1980 die Villa Barca, ein historisches Gebäude in den Bergen von Ligurien, sein zweites Atelier. Im Jahr 2000 übersiedelte Wolfgang Zelmer nach Irland, wo er seitdem in einem Cottage im Südwesten der Insel lebt und arbeitet. Seit demselben Jahr lehrt er als Gastdozent für Malerei an der Kunstakademie Bad Reichenhall. Seit 2010 gibt es auch noch ein Atelier auf einem Bauernhof in Südböhmen im Länderdreieck Deutschland, Österreich und Tschechien.
Heute lebt und arbeitet Wolfgang Zelmer in Deutschland, Italien, Irland und Tschechien. Ausstellungen seiner Werke sind seit 1978 u. a. in Berlin, Nürnberg, Paris, New York, Nizza, Tokio, Buenos Aires, Brüssel und London zu sehen.

## Werk
Von Anfang an galt Wolfgang Zelmers Interesse dem Stillleben. 1975 entstanden erste Graphiken in der Werkstätte Josef Werner in München. In Farbradierungen und Lithografien des Frühwerks werden alltägliche Dinge, aber auch architektonische Formen oder Porträt- und Anatomiestudien, inspiriert durch große Meister, als Bildelemente verwendet. Ab 1986 wurde im Werk des Künstlers eine intensive Auseinandersetzung mit klassischer Stilllebenmalerei, insbesondere japanischen, italienischen und niederländischen Vorbildern deutlich. Motive aus Pflanzen- und Tierwelt wurden verstärkt ausgewählt. Anfang der 1990er Jahre hat sich Wolfgang Zelmers Werk zu einer originalen Bildsprache mit durchdachten Kompositionen von höchst subtiler Farbigkeit und meisterhafter Darstellung hinentwickelt. Rätselhafter Ausdruck und klassische Symbolik verweisen als Mystische Stillleben auf die Auseinandersetzung mit dem Verhältnis zwischen Mensch und Natur. Charakteristisch für Zelmers Kunst sind ferner auch Konstruktionszeichnungen, Bildunterschriften und alte Schriftstücke, die der Künstler in seinen Unikaten als Bildelemente verwendet. Ein weiteres Charakteristikum ist das Herausarbeiten einer hohen atmosphärischen Dichte und Bedeutung. Das Stillleben platziert in eine weite Landschaft ist ebenfalls ein grundlegendes Thema. Das Werk von Wolfgang Zelmer wird seit 1989 von der Galerie & Edition Bode betreut, dokumentiert und vertreten.

## Auszeichnungen
- 1982 – Monte Carlo, XVième Prix Internationale D’Art Contemporain
- 1982 – Tokio, Gold Award des Ueno Royal Museums
- 1981 – Japan, Tokio, Nikkiten Grafik Biennale, 2. Preis
- 1979 – Erding, Kunstpreis der Erdinger Wintertage

## Ausstellungen (Auswahl)
- 2018 Einzelausstellung in der Galerie Hrozen, Budweis  (Tschechien)
- 2017 Einzelausstellung in der Galerie Kunst Herrmann, Neumarkt
- 2016 Einzelausstellung in der Galerie Kersten, München-Brunnthal
- 2015 Arte in Campagna, Museo del Arte, Marmoreo, Italien
- 2014 Cologne Paper Art, Köln
- 2013 Seoul Open Art Fair, Seoul, Korea (mit Galerie Bode)
- 2012 Einzelausstellung Galerie Tiberius in Frankfurt.
- 2010 Neue Arbeiten in der Galerie Bode (Nürnberg), Wolfgang Zelmer in der Städtischen Galerie (Bad Wimpfen)
- 2009 Metamorfosi – Museo Castello Costa-Del Caretto (Garlenda/Italien), Orizzonti – Museo Castello Costa-Del Caretto (Garlenda/Italien)
- 2008 One-Man-Show – Gana Art Space mit der Galerie Bode (Seoul/Korea), Grafik-Retrospektive – Muzeum O. Kudrny (Netolice/Tschechien)
- 2007 KIAF Korean International Art Fair mit der Galerie Bode(Seoul/Korea)
- 2004 Nature morte – Still - lifes (West Cork Art Center/Irland)
- 2003 In Cammino per la Pace – Museo Palazzo della Provincia (Savona/Italien)